# NGC 7052
NGC 7052 este o jesu⁠(d) situată în constelația Vulpea. A fost descoperită în 1784 de către William Herschel.